# Dicranomyia errabunda
Dicranomyia errabunda är en tvåvingeart som först beskrevs av Alexander 1929.  Dicranomyia errabunda ingår i släktet Dicranomyia och familjen småharkrankar. Inga underarter finns listade i Catalogue of Life.